# Домінік Монамі
Домінік Монамі (нід. Dominique Monami, у період шлюбу Ван Рост нід. Van Roost) — бельгійська тенісистка, олімпійська медалістка.
Бронзову олімпійську медаль Ван Рост виборола на Сіднейській олімпіаді 2000 року в парних змаганнях, граючи разом із Ельс Калленс. У півфіналі бельгійська пара поступилася сестрам Вільямс, а в матчі за третє місце зуміла перемогти білоруський дует. 
Монамі непогано виступала в одиночному розряді, входила до чільної десятки рейтингу WTA.  
З 1995-го по 2003 рік була у шлюбі зі своїм тренером Бартом Ван Ростом. 

## Значні фінали

### Олімпіади

#### Парний розряд: 1 бронзова медаль
| Результат | Дата | Турнір      | Поверхня | Партнерка    | Супротивниці                       | Рахунок       |
| --------- | ---- | ----------- | -------- | ------------ | ---------------------------------- | ------------- |
| Бронза    | 2000 | Сідней 2000 | Хард     | Ельс Калленс | Наташа Звєрєва Ольга Барабанщикова | 4-6, 6-4, 6-1 |

## Фінали турнірів WTA
| Легенда        |
| -------------- |
| Tier I (0–0)   |
| Tier II (0–3)  |
| Tier III (0–4) |
| Tier IV (4–5)  |

### Одиночний розряд: 16 (4 титули, 12 поразок)
| Результат | W/L | Дата     | Турнір                          | Покриття  | Опонент               | Рахунок            |
| --------- | --- | -------- | ------------------------------- | --------- | --------------------- | ------------------ |
| Поразка   | 1.  | Жов 1993 | Montpellier Open, Франція       | Килим (i) | Олена Лиховцева       | 3–6, 4–6           |
| Поразка   | 2.  | Жов 1995 | Tournoi de Québec, Канада       | Килим (i) | Бренда Шульц-Маккарті | 6–7(5–7), 2–6      |
| Перемога  | 1.  | Тра 1996 | 1996, UK                        | Ґрунт     | Лоранс Куртуа         | 6–4, 6–2           |
| Перемога  | 2.  | Січ 1997 | 1997, Австралія                 | Тверде    | Маріанн Вердел        | 6–3, 6–3           |
| Перемога  | 3.  | Вер 1997 | 1997, Індонезія                 | Тверде    | Ленка Немечкова       | 6–1, 6–3           |
| Поразка   | 3.  | Жов 1997 | 1997, Канада                    | Килим (i) | Бренда Шульц-McCarthy | 4–6, 7–6(7–4), 5–7 |
| Поразка   | 4.  | Лис 1997 | Pattaya Women's Open, Таїланд   | Тверде    | Генрієта Надьова      | 5–7, 7–6(6), 5–7   |
| Перемога  | 4.  | Січ 1998 | 1998, Нова Зеландія             | Тверде    | Сільвія Фаріна-Елія   | 4–6, 7–6, 7–5      |
| Поразка   | 5.  | Січ 1998 | Hobart International, Австралія | Тверде    | Патті Шнідер          | 3–6, 2–6           |
| Поразка   | 6.  | Лют 1998 | Париж, Франція                  | Килим (i) | Марі П'єрс            | 3–6, 5–7           |
| Поразка   | 7.  | Лют 1998 | Linz Open, Австрія              | Килим (i) | Яна Новотна           | 1–6, 6–7(2–7)      |
| Поразка   | 8.  | Тра 1998 | Мастерс Мадрид, Іспанія         | Ґрунт     | Патті Шнідер          | 6–3, 4–6, 0–6      |
| Поразка   | 9.  | Січ 1999 | 1999, Нова Зеландія             | Тверде    | Жулі Алар-Декюжі      | 4–6, 1–6           |
| Поразка   | 10. | Вер 1999 | 1999                            | Килим (i) | Кім Клейстерс         | 2–6, 2–6           |
| Поразка   | 11. | Чер 2000 | 2000, UK                        | Трава     | Жюлі Алар-Decugis     | 6–7(4–7), 4–6      |
| Поразка   | 12. | Лип 2000 | Sanex Trophy 2000, Бельгія      | Ґрунт     | Анна Смашнова         | 2–6, 5–7           |

### Парний розряд: 9 (4 титули, 5 поразок)
| Результат | W/L | Дата     | Турнір                                | Покриття  | Партнер          | Опоненти                         | Рахунок            |
| --------- | --- | -------- | ------------------------------------- | --------- | ---------------- | -------------------------------- | ------------------ |
| Поразка   | 1.  | Тра 1993 | Belgian Open                          | Ґрунт     | Анн Девріє       | Радка Бобкова Марія Хосе Гайдано | 4–6, 6–2, 6–7(4–7) |
| Перемога  | 1.  | Лип 1993 | Gastein Ladies                        | Ґрунт     | Лі Фан           | Мая Мурич Павліна Райзлова       | 6–2, 6–1           |
| Поразка   | 2.  | Жов 1993 | Montpellier Open, Франція             | Килим (i) | Жанетта Гусарова | Мередіт Макґрат Клаудія Порвік   | 6–3, 2–6, 6–7(3–7) |
| Поразка   | 3.  | Жов 1996 | 1996                                  | Килим (i) | Барбара Ріттнер  | Крісті Богерт Наталі Тозья       | 6–2, 4–6, 2–6      |
| Перемога  | 2.  | Січ 1997 | 1997, Нова Зеландія                   | Тверде    | Жанетта Гусарова | Александра Ольша Елена Пампулова | 6–2, 6–7(5–7), 6–3 |
| Поразка   | 4.  | Січ 1997 | 1997, Австралія                       | Тверде    | Барбара Ріттнер  | Кадзімута Наоко Міягі Нана       | 3–6, 1–6           |
| Поразка   | 5.  | Лис 1997 | 1997, Таїланд                         | Тверде    | Флоренсія Лабат  | Крістін Кунс Коріна Мораріу      | 3–6, 4–6           |
| Перемога  | 3.  | Тра 1998 | Мастерс Мадрид, Іспанія               | Ґрунт     | Флоренсія Лабат  | Рейчел Макквіллан Ніколь Пратт   | 6–3, 6–1           |
| Перемога  | 4.  | Сер 2000 | LA Women's Tennis Championships, U.S. | Тверде    | Ельс Калленс     | Кімберлі По Анн-Гель Сідо        | 6–2, 7–5           |

## Зовнішні посилання
- Досьє на сайті Жіночої тенісної асоціації [Архівовано 16 червня 2018 у Wayback Machine.]

## Виноски
1. ↑  Player Profile // WTA website

| Тенісист | Це незавершена стаття про тенісиста чи тенісистку. Ви можете допомогти проєкту, виправивши або дописавши її. |